# Двина (учения)
«Двина́» — название планового общевойскового учения формирований ВС СССР.
Крупные общевойсковые учения «Двина» проводились в марте 1970 года в Белорусской ССР с участием всех родов войск и сил Московского, Ленинградского, Белорусского, Прибалтийского и Северо-Кавказского военных округов. Учения были приурочены к 100-летию со дня рождения В. И. Ленина. Учениями Руководил министр обороны А. А. Гречко.

## Ход учений
Вспоминает генерал армии Е. Ф. Ивановский:

В 1970 году на войсковых учениях «Двина» я командовал фронтом «южных», которые вели в основном оборонительные действия. «Северные» наступали.

На завершающем этапе учений разыгрывался встречный бой. На широком поле вступили в противоборство танки и боевые машины пехоты. Инициативно, тактически грамотно управляли подразделениями командиры, выполнялись сложные манёвры на местности, применялись обходы, охваты и фланговые удары. Бой распадался на очаги. На огромном пространстве двигалось и ревело множество боевых машин — ну прямо-таки повторение Прохоровского сражения в современном варианте.

И когда все силы «северных» уже действовали, я решил ввести в бой из резерва ещё одну танковую дивизию, ту самую, которую минувшей ночью подняли по тревоге и передали в мое распоряжение. Вместе с офицерами штаба и командиром дивизии мы разработали вариант ввода, который нам казался наиболее эффективным.

По сигналу колонна, сосредоточенная в лесу, начала выдвигаться к полю боя. Танки шли на большой скорости. За ними двигались юркие боевые машины пехоты.

Но все было продумано и рассчитано. Вместо традиционного развертывания «веером» был предусмотрен несколько иной манёвр. По радиокоманде танки, мчавшиеся в колонне, чуть замедлили ход и повернули «все вдруг» влево. За ними такой же манёвр произвели БМП. Колонны таким образом сразу же превратились в боевую линию. И получилась внезапная, сильная контратака во фланг «северных». Противостоять этому удару в реальных боевых условиях вряд ли было бы возможно.

Четко сработали и поддерживавшие танкистов летчики: сверхзвуковые истребители-бомбардировщики появились над местом контратаки секунда в секунду.

Встречный бой и контратака вызвали восторженные слова на вышке руководства, среди людей с немалым боевым опытом, с солидными познаниями в военном искусстве.— Ивановский Е. Ф. «Атаку начинали танкисты»

## Освещение
Ход учений освещали газеты военных округов: «Красный воин», «На страже Родины», «Во славу Родины», «За Родину», «Красное знамя», а также солдатские многотиражки и центральный печатный орган Министерства обороны газета «Красная звезда»
В книгах, написанных участниками этих манёвров и журналистами, рассказывается о высоком искусстве советских командиров, мастерстве, моральной и физической закалке наших воинов, сложном характере современного боя, мощи Советской армии, оснащенной грозной боевой техникой. Многие страницы отведены партийно-политической работе на манёврах, волнующим встречам войск с населением.

## Оценки
Известный перебежчик Виктор Суворов в своей книге «Spetsnaz. The Story Behind the Soviet SAS» пишет что во время манёвров «Двина» подразделения спецназа из Ленинградского, Московского и Северо-Кавказского военных округов были переброшены в Белоруссию для действий в незнакомых для них условиях. Разница в условиях была особенно сильной для подразделений, переброшенных с Северного Кавказа.
По оценкам западных экспертов, в частности Петера Вигора, названия и характер географического расположения сторон учений («Северные» и «Южные»), дают основания предполагать что вероятным противником Советского Союза, на которого и были нацелены учения, являлся Китай, хотя тип местности более подходит Европейскому театру военных действий, и совершенно не подходит для действий в условиях лесной и гористой местности. Сам П. Х. Вигор в своём обзоре для правительства Соединённых Штатов пишет о множестве примеров высокой мобильности на протяжении учений «Двина».